# بيرونوسبورا فيولاسيا
بيرونوسبورا فيولاسيا هو نوع من البياض الزغبي الذي يصيب الأزهار ويؤثر على النباتات من عائلة الزعروريات. تم الإبلاغ عن وجوده في النباتات المضيفة من أجناس والعطشانة، كنوسية، طربة، سوتشيسا
ينتج الفطر حوامل كونيدية على بتلات والأسدية للنبات المضيف، وأبواغ بيضية داخل أنسجة البتلة والأسدية، ويثبط تطور المآبر. تكون العدوى جهازية، حيث يتم إنتاج الهيفات في نسيج الخشب لأجزاء النبات مثل الجذامير والسيقان.
في النباتات المصابة من نوع سكسيسا براتينسيس، تكون الأزهار ذات بتلات أطول ولون وردي أكثر حيث يتم إنتاج الحوامل الكونيدية. ومع ذلك، ذكر مؤلفون آخرون أنه في نفس النبات المضيف، تسبب العدوى في تحول الكورولا إلى لون بني ومظهر ميت.

## معرض الصور
- حوامل الكونيديا لفطر بيرونوسبورا فيولاكيا على بتلة نبات سكسيسا براتينسيس، كما تظهر تحت المجهر.
- رؤوس زهرية لنبات سكسيسا براتينسيس، مصابة (يمين) وغير مصابة (يسار) بفطر بيرونوسبورا فيولاكيا.